# Corno di bassetto

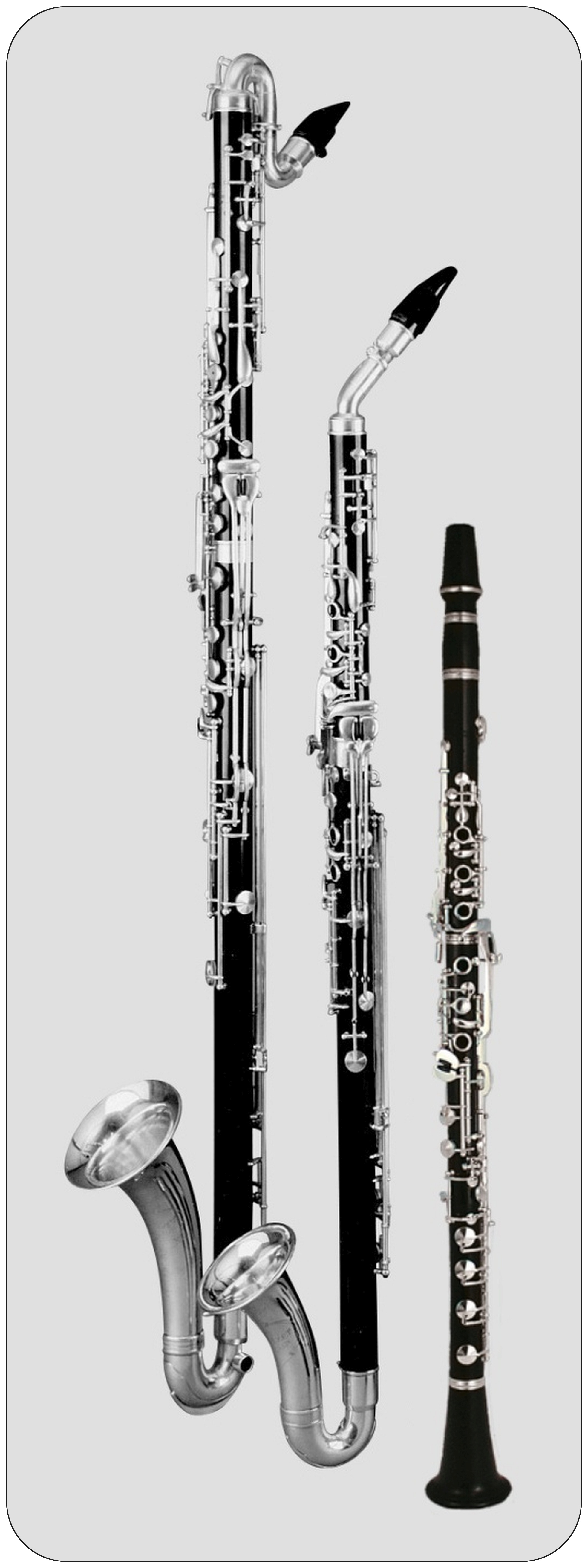
Clarinetto basso, corno di bassetto e clarinetto di bassetto a confronto

Il corno di bassetto è uno strumento musicale aerofono appartenente alla famiglia dei clarinetti.
Insieme al clarinetto contralto in Mi♭, rientrerebbe nel gruppo dei clarinetti contralti ma i corni di bassetto sono strumenti che costituiscono un vero e proprio ramo ben distinto, pur rientrando nella famiglia dei clarinetti.
Lo strumento presente 7 fori e 13 chiavi ed è formato da 5 parti che si incastrano l'una nell'altra con dei sugheri (come nel clarinetto normale): il bocchino (con ancia e legatura), il collo (l'equivalente del barilotto), il pezzo superiore, il pezzo inferiore e la campana; quest'ultima ha la caratteristica forma rivolta verso l'alto, simile a quella del clarinetto basso (in realtà i due strumenti sono molto simili nella forma). 
La sua estensione normalmente va dal La (o La♭) nel primo spazio della chiave di basso al Do sopra il rigo in chiave di violino. Tuttavia gli esecutori più dotati sono in grado di raggiungere suoni più acuti.

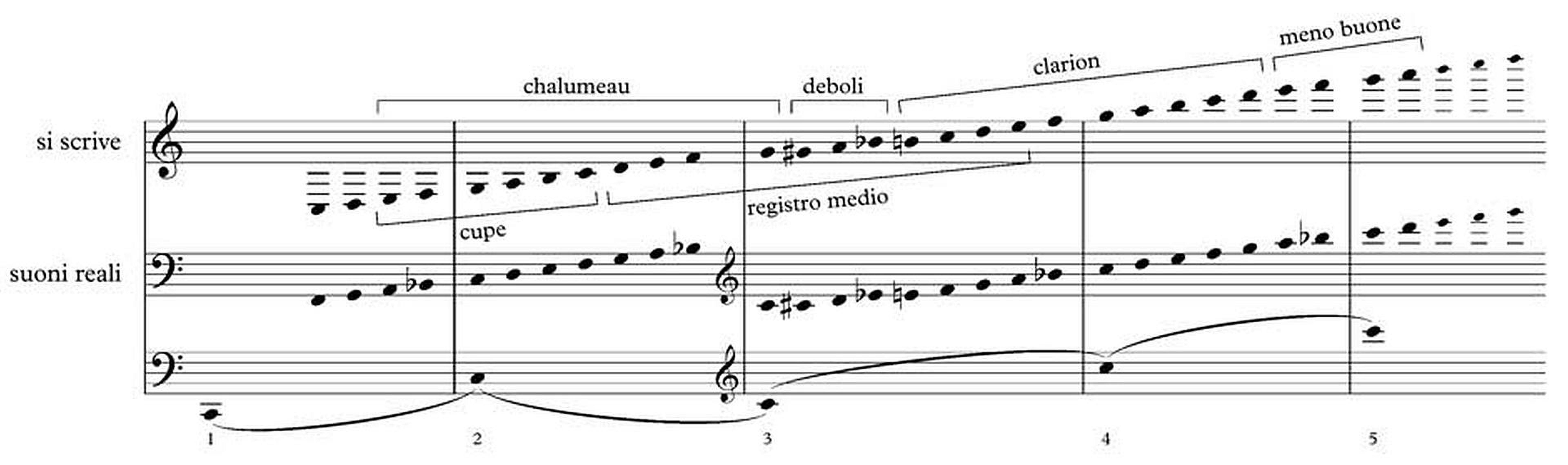
Estensione del corno di bassetto in fa

Alcuni corni di bassetto (in realtà la maggior parte di nuova costruzione) scendono fino al Fa1 grazie a un pezzo inferiore più lungo e munito di chiavi (la cosiddetta "discendenza") come del resto avviene, in modo trasposto, col clarinetto basso. La discendenza esisteva fin dai tempi di Mozart (di cui si dice fosse lo strumento prediletto poiché recente e privo di repertorio); infatti esisteva nella parte terminale dello strumento una piccola scatola di legno, all'interno del quale il canneggio dello strumento si ripiegava a S per portare lo strumento fino a Fa grave.

## Repertorio
Il repertorio relativo a questo strumento è abbastanza nutrito: esso è stato talvolta impiegato in orchestra (Mozart, Requiem o Serenata per fiati n. 10 in Si bemolle maggiore K 361 "Gran Partita"). Il Concerto K 622 di Wolfgang Amadeus Mozart in realtà è concepito nella tonalità di Sol maggiore, e non per clarinetto in senso moderno, bensì per corno di bassetto in Sol. Successivamente Mozart lo riscrive nella tonalità di La maggiore discendente al Do, ma per uno strumento che possedeva solamente il suo amico massone Anton Stadler, il clarinetto di bassetto. Esistono esempi di musica che prevede parti solistiche come i due Konzertstücke in Fa minore op. 113 e in Re minore op. 114 di Mendelssohn per clarinetto, corno di bassetto e orchestra, il balletto Le creature di Prometeo op. 43 di Beethoven, il concerto per corno di bassetto e orchestra di Carl Stamitz, il concerto per corno di bassetto e orchestra di Alessandro Rolla e i vari lavori nell'ambito della musica contemporanea di Karlheinz Stockhausen.